# Bordeaux-en-Gâtinais
Bordeaux-en-Gâtinais ist eine französische Gemeinde mit 107 Einwohnern (Stand: 1. Januar 2022) im Département Loiret in der Region Centre-Val de Loire. Sie gehört zum Arrondissement Pithiviers und ist Mitglied im Gemeindeverband Les Quatre Vallées. Die Einwohner werden Roucois und Roucoises genannt.
Sie grenzt an Auxi, Sceaux-du-Gâtinais und Corbeilles.

## Bevölkerungsentwicklung

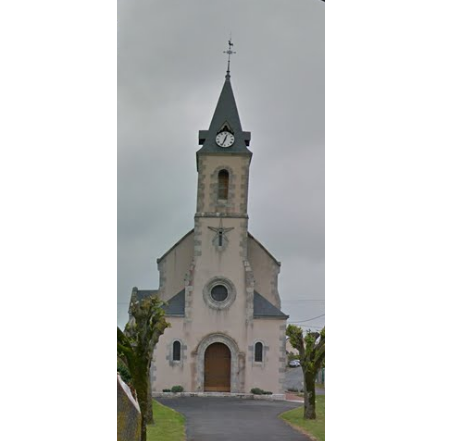
Kirche Sainte-Anne

| Jahr      | 1962 | 1968 | 1975 | 1982 | 1990 | 1999 | 2008 | 2018 |
| --------- | ---- | ---- | ---- | ---- | ---- | ---- | ---- | ---- |
| Einwohner | 172  | 159  | 147  | 116  | 121  | 122  | 116  | 109  |